# Hemeroplanis denticulata
Hemeroplanis denticulata là một loài bướm đêm trong họ Erebidae.